# Blescames
Blescames (em grego: Βλεσχάμες; romaniz.: Bleschámes) foi um oficial sassânida do século VI, ativo no reinado do xá Cosroes I (r. 531–579). Segundo Procópio, era um persa reconhecido. Em 541, comandou a guarnição em Sisaurano e rendeu-se ao general bizantino Belisário, que enviou-o a Constantinopla ao lado de seus homens. Pouco depois, ele e seus homens foram enviados à Itália pelo imperador Justiniano (r. 527–565) para combater os godos e é possível que esteve entre as forças sob Artabazes próximo de Verona na primavera de 542.